# Сингаи (Коростенский район)
Сингаи́ (укр. Сингаї) — село на Украине, находится в Коростенской городской общине Житомирской области.
Код КОАТУУ — 1822385201. Население по переписи 2001 год, составляет 608 человек. Почтовый индекс — 11541. Телефонный код — 4142. Занимает площадь 2,483 км².

## Размещение и природа
Село располагается на древлянской земле, в 5 км на восток от районного центра Коростень, в небольшой низменности по оба берега речки Синявка, в верхнем течении которой, через дорогу, оно граничит с селом Грозино. Вместе с тем указателей на разграничение сёл нет, а поэтому, если путешественник въезжает по указателям в Грозино, то при выезде может увидеть указатель выезда из села Сингаи, и наоборот.
Наличие в окрестностях сосновых лесков, речка с ивами и ивняком создают неповторимую гармонию и привлекательность местности. А особенное впечатление, к этому, путешественник получает весной, когда цветут сады и их опьяняющий аромат проникает во все уголки, создает ощущение рая.
Разветвлённость дорог обеспечивает хорошее сообщение села не только с районным центром, но и окружающими сёлами Шатрище, Немировка, Ходаки, Новаки, Зубовщина и др.
Через село проходит автодорога М-07 Киев — Ковель — Ягодин, имеется АЗС и станция технического обслуживания автомобилей, зоны отдыха, придорожные кафе и частные отели.

## История
Точная дата основания села неизвестна, но за пересказами сельчан, его история берет истоки с времён княжества древлянского князя Мала, его противостояния за независимость от Киевского княжества. Как воспоминание о тех далеких временах было болото Гале, которое располагалось с левой стороны от дороги Сынгаи (Грозино) — Коростень, до пересечения с дорогой на Шатрище. Его появление местное население связывало с местом стоянки конницы княжной Ольги, во время облоги в 945 году столицы древлян Искоростеня, как месть за убийство своего мужа Игоря. В середине 80-х годов XX столетия, без учёта местной легенды-пересказа, болото без обследования было осушено, и на сегодня там разместился дачный кооператив.
В Географическом словаре Королевства Польского и других земель славянских и материалах Российского федерального государственного исторического архива село вспоминается с 1449 года под названием Большие Сынгаи Овручского уезда Волынской губернии, потому что на то время в уезде было ещё одно село с таким же названием — Сынгаи.
В 1926 году, при формировании новых административных единиц, Большие Сынгаи отошли к Коростенскому району и получили сокращенное название — Сингаи, а другие Сынгаи отошли к Народичскому району и также стали называться Сингаи.
В 1691 (?) году старшина села, вместе со старшинами сел Пашины, Шатрище, Новаки, Купеч, Великий Лес и Ходаки обратилась за привилегиями к польскому королю и получила для сельчан статус шляхты (свободных мещан), которые в последующем не окрепощались. Этот свободный статус крестьяне сохранили до 1931 года — периода массовой коллективизации в советской Украине, когда путём наложения непосильных налогов, под угрозой уголовной ответственности и выселения, они были вынуждены отдать землю, животных, реманент и другие орудия труда в колхоз.
Голод 1932—33 годов также не обошёл село; пожилые умерли, много детей было вывезено в Коростень на железнодорожную станцию и там брошено. В отдельных семьях воспользовались возможностью выезда за пределы села по справкам правления колхоза, как будь-то в интересах колхоза, в частности в Россию, и обеспечить семьи пищевыми посылками, что и уберегло село от вымирания. Но не уберегло колхоз, где все животные вымерли.
Спустя время, учитывая близость к г. Коростень, на село начали спускать разнарядки на выделение людей для робот на железнодорожной станции та объектах военного гарнизона, в частности, на аэродроме и военных складах в Пашинах (сейчас район Коростеня), что также сыграло немаловажную роль в спасении села (военные подкармливали работавших). Работы на известном сегодня военном объекте «Скала» выполнялись жителями села Немировка.
В начале XX столетия село заселяли большие родины Сынгаевских и Каминских (Каменских), меньше численные — Загоровские и Ефимовичи (Юхимовичи), семьи евреев.
Жители села, в основном, вели натуральное хозяйство, предпочитая земледелие: выращивали зерновые, коноплю, лён. Были среди них и плотники, и столяри. Но скудные земли большого достатка не давали и они шли на приработок.
В частности, с наступлением зимы мужчины покидали село и выезжали путешествовать сёлами Житомирщины и Киевщины, а отдельные добирались до Черниговщины и Полтавщины. Торговали дёгтем, за что их прозвали «дегтярями». Этим они занимались до середины 60-х годов XX столетия. Из-за отсутствия мужей все домашнее хозяйство ложилось на женские плечи, которые долгие зимние вечера посвящали вышиванию и ткачеству — практически в каждой избе стояли ткацкие станки. Ткали «радюжки» та «килыми». Вервие отличались от вторых пышностью цветов и большими разлогими цветами на тёмном фоне.
Во времена вхождения в Российскую империю, парней из села Сингаи призывали на службу в казацкие отряды. Здоровые вояки набирались и в Красную Армию.

## Сегодня
После реформ на селе коллективное хозяйство было ликвидировано, земли распайовано. Вместе с тем через отток молодежи в города (Коростень, Житомир, Киев), село быстро состарилось. Земли пустуют. Дети из села ходят в грозинскую общеобразовательную школу. Если в середине 80-х годов XX столетия из села в школу ходило около 250 учеников, то на 2010 год — всего 8.

## Персоналии и культура
В селе родился украинский писатель Василий Лукич Юхимович (Ехимович, Ефимович), член Союза писателей СССР (с 1956 г.), участник Великой Отечественной войны, Заслуженный работник культуры Украины, Заслуженный деятель искусств Украины, лауреат литературных премий «Память» и премии им. Остапа Вишни, награждён медалями и Почётными Грамотами Президиума Верховного Совета Украинской ССР и Чувашской Республики. Он — автор свыше 20 книг с поэзией, щедровками, свадебными песнями, сборниками песен т.п. Проживая постоянно в Киеве, он не один раз приезжал в село, всегда открыто общался с односельчанами.
В сокровищнице поэта есть такие поэтические строки, проникнутые чувством постоянной тяги к отчему дому:
Відірвусь хоч на день в село,

Подивлюся на рідну хату.

У яке не приїду число,

А для матері буде свято.
В начале октября 2008 года в селе был открыт дом-музей Василия Лукича Юхимовича.
Улица, где стоит дом-музей, носит имя родного брата поэта — лётчика-истребителя Ивана Юхимовича.

## Интернет-ссылки
- Учётная карточка на сайте Верховной рады (укр.)
- Погода в селе Сингаи
- Synhaje (пол.) в Географическом словаре Царства Польского и других стран славянских, том XI (Sochaczew — Szlubowska Wola) з 1890 года
- Synhaje (пол.) в Географическом словаре Царства Польского и других стран славянских, том VII (Netrebka — Perepiat) от 1886 года
- Зелений шум Полісся (укр.)